# دون روبرت
دون روبرت (بالإنجليزية: Don Robert)‏ هو رائد أعمال أمريكي، ولد في 15 مايو 1959 في بورتلاند في الولايات المتحدة.